# Sport dans le bailliage de Guernesey
Cet article traite du sport dans le bailliage de Guernesey.

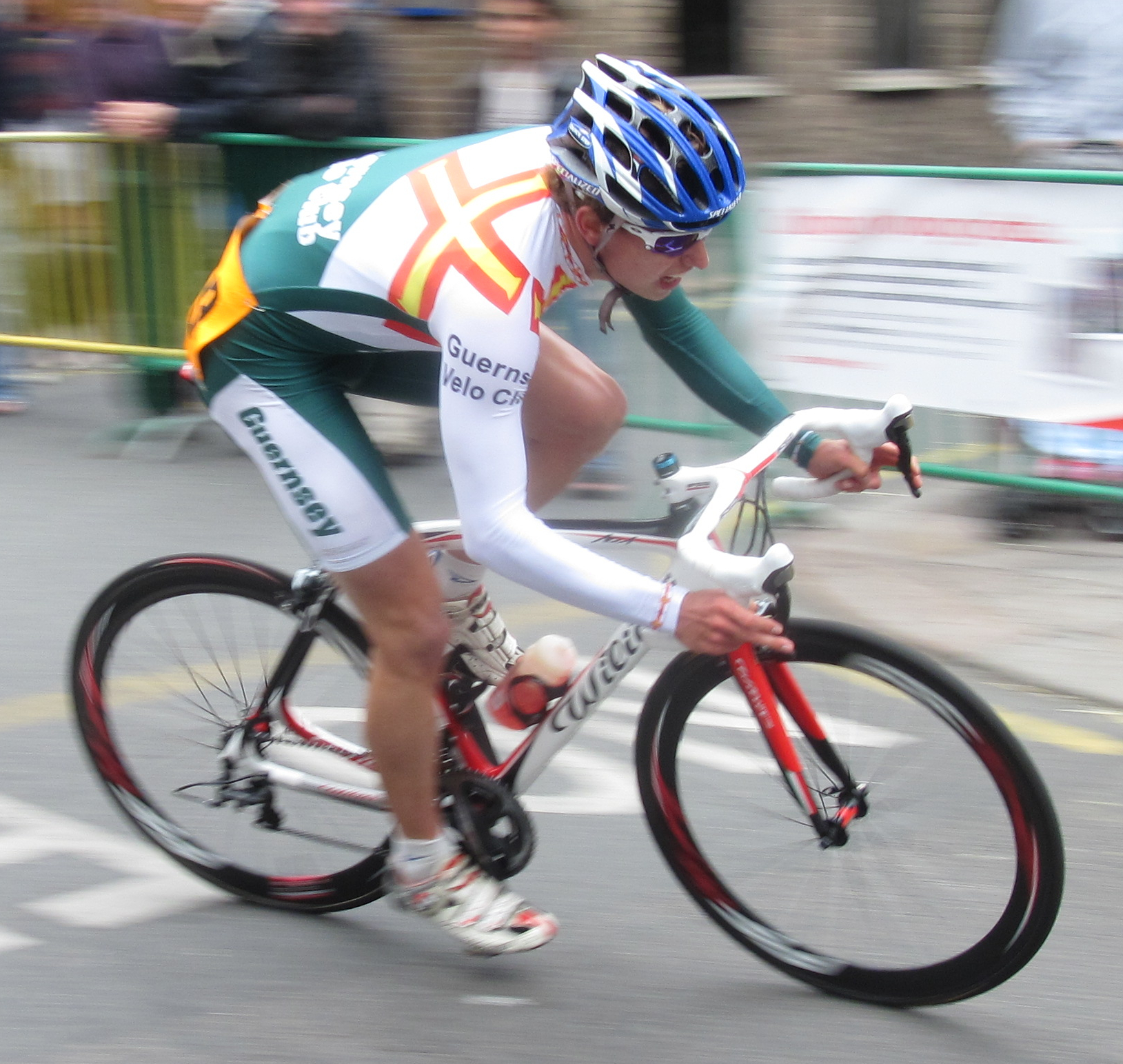
Joshua Gosselin en course pour le Guernsey Velo Club, un club de cyclisme à Guernesey.

Guernesey participe aux Jeux du Commonwealth ainsi qu'aux Jeux des îles bi-annuelle, qu'il a accueillis en 1987 et 2003. 
Dans les épreuves sportives dans lesquelles Guernesey n'a pas de représentation internationale, lorsque la maison des Nations britanniques sont en concurrence séparément, les insulaires peuvent choisir de concourir pour l'une des nations britanniques de leurs choix. il existe cependant, des restrictions sur les transferts ultérieurs pour représenter une autre nation. Le joueur de football Matt Le Tissier par exemple, a commencé à jouer pour l’Écosse, mais a fini par jouer pour l'Angleterre.
Le sport à Guernesey est régie par la Commission des Sports de Guernesey.

## Disciplines

### Football
L'Association de football de Guernesey organise le football à Guernesey. Le niveau supérieur du football de Guernesey est le Priaulx League FNB où il y a 7 équipes (Belgrave Wanderers, les habitants du Nord, sylvains, St Martin, Rovers, Guernsey Rangers et Vale Loisirs). Les champions en 2011-12 étaient les résidents du Nord. Le deuxième niveau est la Ligue Jackson qui est un mélange de joueurs de ligue supérieure, de joueurs plus faibles et de jeunes joueurs. Le troisième niveau est la Ligue des chemins de fer, avec trois équipes supplémentaires, Aurigny, Guernesey Police et Port City.
Les équipes de Guernesey peuvent concourir pour la coupe de Guernesey.
En 2011, Guernesey F.C. a été fondé et participe au championnat anglais, remportant sa saison inaugurale.
3 médailles d'or ont été gagnées aux Jeux des îles en 2001, 2003 et 2015.

### Athlétisme
Les athlètes originaire de l'île participent à de nombreuses disciplines d'athlétisme.

### Badminton
Le badminton est un sport relativement populaire avec de nombreuses victoires lors des jeux des îles.

### Billard
Un tournoi annuel est organisé sur l'île.

### Boules
Alison Merrien a gagné huit titres mondiaux dans la discipline.

### Canoë-kayak
Un club de canoë kayak existe sur l'île.

### Criquet
Guernesey est devenue un membre affilié au fédération international de criquet (ICC) en 2005, et participe à la Ligue mondiale de cricket, après avoir gagné la promotion 2016 de la Ligue ICC Cricket World Division Five.
Une Ligue des iles anglo-normande existe dans lequel les équipes Guernesey participent. Un match Inter-insulaire annuelle contre Jersey se tient.
Depuis 2016, Guernesey va jouer dans la division 2 de la Ligue de Cricket du Sussex après les clubs de Sussex ont voté à l'unanimité pour permettre à l'île de se joindre à la compétition.

### Cyclisme

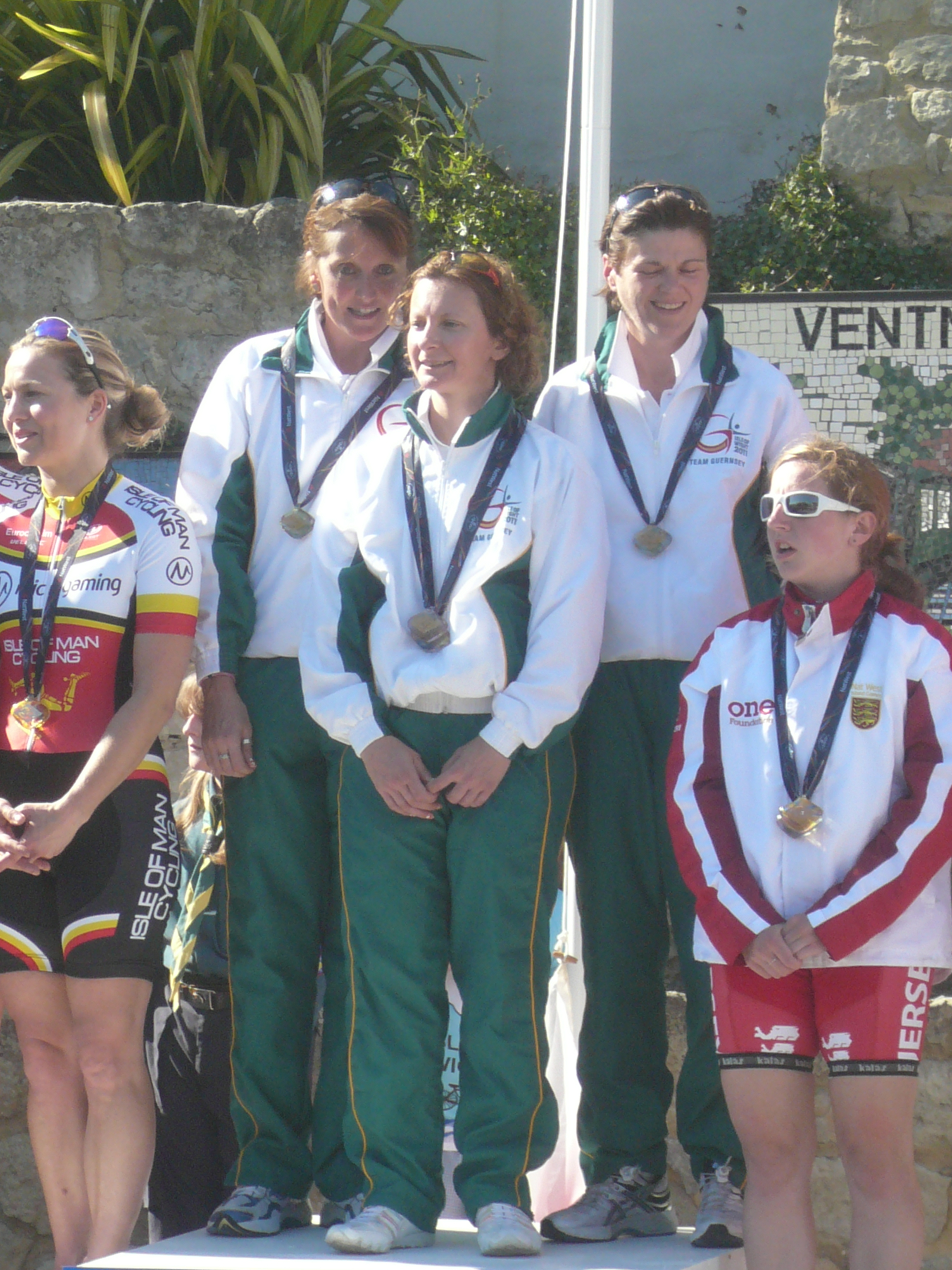
L'équipe féminine de Guernesey sur le podium après sa médaille d'or aux Jeux des Îles 2011.

Le cyclisme est très populaire à Guernesey avec des courses sur route organisées tout au long de l'année, y compris un événement interinsulaire annuel. Le Guernsey VC est le club cycliste de l'île.
Les cyclistes de Guernesey participent aux Jeux des Îles et aux Jeux du Commonwealth. Ils ont remporté plusieurs médailles d'or aux Jeux des îles, notamment avec Sam Culverwell.

### Équitation
Un club d'équitation existe et propose de nombreuses disciplines.

### Fléchettes
Les fléchettes sont un sport populaires avec plusieurs ligues et compétitions d'organisés.

### Football à 6
Une ligue de football à 6 est organisé.

### Football gaélique
Le Guernsey Gaels a été fondée en 1996 et participe à des ligues européennes de football gaélique. L'île accueille son propre tournoi chaque année, avec des équipes de toute l'Europe qui visitent l'île.
Guernesey est devenu champions européen de football gaélique en 2011.

### Géocaching
L'île propose de nombreux objets à trouver.

### Golf
Il y a deux parcours de 18 trous et un parcours de 9 trous dans l'île.
Divers compétitions et coupes ont été créées pour inciter les jeunes à jouer au golf.

### Hockey
Joué activement par les hommes et les femmes, qui participent à des compétitions anglaises. Il y a aussi des jeux annuels inter-îles.

### Netball
Avec trois divisions d'équipes, le netball est un sport populaire dans l'île depuis plus de 70 ans.
En 2014, Guernesey joue son premier match international.
Un concours annuel contre Jersey est joué vers la fin de la saison.

### Pêche
La pêche en mer de la côte ou d'un bateau est une activité populaire. Un certain nombre de records britanniques sont détenus avec des poissons capturés dans les eaux du Bailliage.

### Pentathlon moderne
Le pentathlon moderne est un sport relativement nouveau pour Guernesey mais l'île est extrêmement forte dans toutes ces disciplines individuelles.

### Pétanque
La pétanque est aussi pratiquée sur l'île.

### Rugby
Guernsey RFC a été fondée en 1928 (GRUFC) et participe aux ligues anglaises. Les joueurs de Guernesey sont admissibles à l'équipe régionale du Hampshire Rugby Football Union qui participe au championnat du comté.

### Softball
Le championnat de softball est réparti en trois divisions.

### Squash
Un tournoi annuel est organisé sur l'île.
Chris Simpson, un natif de Guernesey a atteint le niveau professionnel dans sa discipline. Martine Le Moignan est championne du monde en 1989 et Lisa Opie est no 1 mondiale en 1988 et vainqueur du British Open en 1991.

### Tennis
Guernesey est le deuxième plus ancien club de tennis dans le monde, à "Kings", avec des terrains construits en 1875.
Heather Watson de Guernesey est une joueuse de tennis de classe mondiale. 

### Volleyball
Des ligues masculines, féminines et mixte existent.

## Symboles
La couleur traditionnelle de l'île pour les événements sportifs est le vert.